# 봉평면
봉평면(蓬坪面)은 대한민국 강원특별자치도 평창군의 면이다. 넓이는 217.41km2이고, 인구는 2010년 기준으로 5,545명이다.

## 개요
이곳 출신 이효석의 소설 《메밀꽃 필 무렵》에서 '흐드러진 메밀꽃과 물래방아 소리' 등의 실제 배경이 된 지역이다.
1906년 조선 고종 광무 10년에 평창군으로 편입되었다.

## 행정 구역
- 덕거리(德巨里) 1리, 2리
- 면온리(綿溫里) 1리, 2리
- 무이리(武夷里) 1리, 2리
- 원길리(元吉里) 1리, 2리
- 유포리(柳浦里) 1리, 2리, 3리
- 창동리(蒼洞里) 1리, 2리, 3리, 4리
- 평촌리(坪村里) 1리, 2리
- 진조리(眞鳥里)
- 흥정리(興亭里)

## 관광
- 휘닉스 파크[2]
- 태기산
- 봉산서재
- 판관대
- 이효석 문학관
- 회령봉
- 가산공원
- 봉평 물레방앗간
- 이효석 출생지
- 천심대
- 팔석정
- 평창무이예술관
- 허브나라
- 흥정계곡

## 교육
- 봉평초등학교 (창동리)
- 면온초등학교 (면온리)
- 덕거초등학교 (폐교) - 봉평면 덕거길 7-1 (덕거리)
- 등매초등학교 (폐교) - 봉평면 금당계곡로 1761 (유포리)
  - 유포분교 (폐교) - 봉평면 수림대길 145-11 (유포리)
- 무이초등학교 (폐교) - 봉평면 사리평길 233 (무이리)
- 봉평중학교
- 봉평고등학교